# Politiezone Berlaar-Nijlen
De Politiezone Berlaar-Nijlen (zonenummer 5361) is een Belgische politiezone bestaande uit twee gemeenten, namelijk Berlaar en Nijlen. De zone telt ongeveer 35.768 inwoners (1/1/2024) en beslaat een oppervlakte van 63,73 km². De politiezone behoort tot het gerechtelijk arrondissement Antwerpen.
De zone staat onder leiding van korpschef Dirk Van Peer. Hij oefent zijn bevoegdheden uit onder gezag van het politiecollege.
Het hoofdcommissariaat van de politiezone is gelegen aan de Statiestraat 11 in Nijlen.
| Periode    | Korpschef     |
| ---------- | ------------- |
| 2001-2022  | Jan Van Asch  |
| 2023-heden | Dirk Van Peer |